# Mikko Kokkonen
Mikko Kokkonen, född 18 januari 2001 i S:t Michel, är en finländsk professionell ishockeyspelare som spelar för Linköping HC i SHL. Han inledde sin karriär med moderklubben Mikkelin Jukurit för vilka han gjorde seniordebut i Liiga säsongen 2016/17. Kokkonen spelade för Jukurit fram till säsongen 2020/21 och spelade utöver detta även som utlånad till både IPK och Imatran Ketterä i Mestis. Han avslutade säsongen 2020/21 med spel i American Hockey League för Toronto Marlies. Han återvände sedan till Finland och spelade den efterföljande säsongen med Pelicans.
2019 valdes han vid NHL Entry Draft av Toronto Maple Leafs i den tredje rundan som 84:e spelare totalt. 2022 skrev han ett avtal med klubben och tillbringade de efterföljande tre säsongerna i Nordamerika, dock enbart med spel för dess farmarklubbar; Marlies i AHL och Newfoundland Growlers i ECHL. Sedan augusti 2025 tillhör han Linköping HC.
Som junior spelade Kokkonen två JVM och två U18-VM. Han tog brons vid JVM i Kanada 2021 och vann guld vid U18-VM i Ryssland 2018.

## Karriär

### Klubblag

#### 2015–2022: Början av karriären
Kokkonen inledde sin ishockeykarriär med moderklubben Mikkelin Jukurit. Säsongen 2015/16 spelade han som 14-åring i klubbens U18-lag där han var lagets poängmässigt bästa back samt näst poängmässigt spelare totalt, både i grundserien (35 poäng på 26 matcher) och i kvalspelet (15 poäng på 13 matcher). Han spelade denna säsong också fyra matcher för Jukurits J20-lag där han stod för lika många poäng, varav två mål.
Under våren 2016 tränade Kokkonen med Jukurit seniorlag som denna säsong avancerade i det finska ligasystemet från Mestis till Liiga. Han tillbringade den följande försäsongen med seniorlaget och spelade träningsmatcher med den. Den 20 september 2016 bekräftade det att Kokkonen skrivit ett treårsavtal med Jukurit. Han spelade en enda match i Liiga och gjorde debut den 18 oktober 2016 i en match mot Ässät. Han var uppskriven som lagets sjundeback och hade en istid på 2 minuter och 50 sekunder. Vid tidpunkten för debuten var Kokkonen 15 år, nio månader och en dag och blev därmed den yngsta spelaren i Liiga någonsin. Det tidigare rekordet slogs med 20 dagar; det tog från Jesse Joensuu som debuterade säsongen 2003/04. Målvakterna Ilmo Uotila och Kari Lehtonen var yngre än både Kokkonen och Joensuu då de registrerades för varsin Liigamatch; dessa två spelade dock aldrig i dessa matcher. Kokkonen blev också den första spelaren i Liiga att vara född på 2000-talet. Större delen av säsongen spelade han med klubbens J20-lag. Han stod för 26 poäng på 38 grundseriematcher och vann lagets interna poängliga bland backarna. Utöver detta spelade han som utlånad tre matcher för IPK, där han noterades för en assistpoäng.
Säsongen 2017/18 inledde Kokkonen med Jukurit men den 17 oktober 2017 meddelades det att han lånats ut till Imatran Ketterä i Mestis till novemberuppehållet. Kontraktet förlängdes därefter till slutet av december. Kokkonen spelade tillslut för Imatran Ketterä till slutet av säsongen. Han spelade totalt 29 grundseriematcher för klubben där han noterades för nio assistpoäng. I det följande slutspelet spelade han tre matcher och stod för en assistpoäng. I Liiga spelade han tolv grundseriematcher för Jukurit, utan att göra några poäng.
Kokkonen fick ett mindre genombrott säsongen 2018/19. Den 19 oktober 2018 noterades han för sitt första Liigamål, på Emil Larmi, i en 5–3-förlust mot HPK. I sin rookiesäsong i Liiga stod han för 19 poäng, varav tre mål, på 56 grundseriematcher. Han var den av seriens backar som stod för flest poäng och assist. Tillsammans med Teemu Suhonen var han också lagets poängmässigt bästa back. Mitt under säsongen, den 30 november 2018, bekräftades det att han förlängt sitt avtal med Jukurit med två säsonger.
Under sommaren 2019 valdes Kokkonen vid NHL Entry Draft av Toronto Maple Leafs i den tredje rundan som 84:e spelare totalt. I en match med Finlands J20-lag ådrog han sig en skada i juli 2019. Han var åter i spel i september samma år, då med Jukurits J20-lag, och gjorde därefter säsongsdebut i Liiga i oktober. På 39 matcher stod han för tre mål och sju assist. Slutet av säsongen ställdes in på grund av Covid-19-pandemin. Inför säsongen 2020/21 utsågs Kokkonen, vid 19-års ålder, till en av Jukurits assisterande lagkaptener. Laget slutade näst sist i grundserien där Kokkonen på 50 matcher stod för ett mål och nio assistpoäng. Då säsongen tagit slut anslöt han i april 2021 till Toronto Marlies i AHL på ett try out-avtal. Han gjorde AHL-debut den 2 maj samma år i en 4–1-förlust mot Belleville Senators. Samma månad, den 12 maj, noterades han för sitt första mål i ligan, på Michael McNiven, i en 2–3-seger mot Laval Rocket. Totalt spelade han elva grundseriematcher för Marlies där han noterades för ett mål och sex assistpoäng.
Kokkonen återvände till Finland inför säsongen 2021/22 då han skrev ett tvåårsavtal med Pelicans. Han spelade 58 grundseriematcher för klubben och var näst bäst poängmässigt bland lagets backar då han stod för ett mål och 14 assistpoäng. Laget slutade på nionde plats och slogs därefter omgående ut i slutspelet av Kookoo med 2–1 i matcher. Kokkonen gick poänglös ur dessa matcher.

#### Från 2022: Toronto Marlies och Linköping HC
Den 30 mars 2022 bekräftades det att Kokkonen skrivit ett treårsavtal med Toronto Maple Leafs i NHL. Han spelade två försäsongsmatcher för Maple Leafs innan han den 8 oktober skickades till klubbens farmarlag Toronto Marlies i AHL. I början av november 2022 skickades han till Newfoundland Growlers i ECHL. Han återvände till Marlies senare samma månad och spelade totalt 36 grundseriematcher för laget där han noterades för sex assistpoäng. Han återvände till ECHL i april 2023 och avslutade säsongen med Growlers. På åtta grundseriematcher stod han för ett mål och två assistpoäng. I Kelly Cup-slutspelet tog sig laget till semifinalspel där man slogs ut av Florida Everblades. På 13 slutspelsmatcher stod Kokkonen för tre mål och sex assistpoäng och var därmed lagets målmässigt bästa back.
Säsongen 2022/23 tillbringade Kokkonen enbart med Marlies. Han gjorde sin poängmässigt bästa grundserie i AHL och hade personliga rekordnoteringar i både mål (5) och assistpoäng (14). Laget tog sig till Calder Cup-slutspel där man i den första rundan slogs ut av Belleville Senators med 2–1 i matcher. Inför säsongen 2024/2025 utsågs Kokkonen till en av Marlies assisterande lagkaptener. På 50 grundseriematcher stod han för tre mål och elva assistpoäng. I det följande slutspelet slogs laget återigen ut i den första rundan, denna gång av Cleveland Monsters med 2–0 i matcher.
Den 11 augusti 2025 bekräftades det att Kokkonen, efter tre säsonger i Nordamerika, återvänt till Europa då han skrivit ett ettårsavtal med Linköping HC i SHL.

### Landslag
Kokkonen spelade sitt första U18-VM 2018 i Ryssland. Laget gick obesegrat genom gruppspelet och tog sig därefter till final sedan man slag ut Vitryssland (5–2) och Sverige (2–0) i kvarts- respektive semifinal. Man besegrade sedan även USA i finalen med 3–2 och vann därmed sitt fjärde guld i U18-VM. På sju matcher stod Kokkonen för tre assistpoäng. Året därefter spelade han sitt andra U18-VM som då avgjordes i Sverige. Finland vann denna gång endast en match i gruppspelet och slutade näst sist i grupp A; man klarade avancemang till slutspel genom att besegra Schweiz i den sista gruppspelsmatchen med 12–0. I kvartsfinal slogs man ut av USA med 6–0. På fem matcher stod Kokkonen för en assistpoäng.
Kokkonen spelade sitt första JVM 2020 i Tjeckien. Finland slutade på tredje plats i grupp A. I slutspelet slog man i kvartsfinal ut USA med 1–0, innan man själva besegrades i semifinal av Kanada med 5–0. I den följande matchen om tredjepris förlorade man åter, denna gång mot Sverige med 3–2 och slutade därmed på fjärde plats i turneringen. På sju matcher stod Kokkonen för två mål. Han spelade sedan sitt andra och sista JVM 2021, i Kanada. Finland slutade tvåa, bakom värdnationen, i grupp A. Man fick sedan revansch mot Sverige då man vann kvartsfinalen med 3–2. I semifinalen föll man mot USA med 4–3 och tog sedan brons då man vann bronsmatchen mot Ryssland med 4–1.

## Statistik

### Klubbkarriär
| 2016–17      | Mikkelin Jukurit      | Liiga        | 1   | 0 | 0  | 0  | 0  | —  | — | — | — | —  |
| 2016–17      | IPK                   | Mestis       | 3   | 0 | 1  | 1  | 0  | —  | — | — | — | —  |
| 2017–18      | Mikkelin Jukurit      | Liiga        | 12  | 0 | 0  | 0  | 4  | —  | — | — | — | —  |
| 2017–18      | Imatran Ketterä       | Mestis       | 29  | 0 | 9  | 9  | 6  | 3  | 0 | 1 | 1 | 0  |
| 2018–19      | Mikkelin Jukurit      | Liiga        | 56  | 3 | 16 | 19 | 20 | —  | — | — | — | —  |
| 2019–20      | Mikkelin Jukurit      | Liiga        | 39  | 3 | 7  | 10 | 10 | —  | — | — | — | —  |
| 2020–21      | Mikkelin Jukurit      | Liiga        | 50  | 1 | 9  | 10 | 20 | —  | — | — | — | —  |
| 2020–21      | Toronto Marlies       | AHL          | 11  | 1 | 6  | 7  | 0  | —  | — | — | — | —  |
| 2021–22      | Pelicans              | Liiga        | 58  | 1 | 14 | 15 | 20 | 3  | 0 | 0 | 0 | 0  |
| 2022–23      | Toronto Marlies       | AHL          | 36  | 0 | 6  | 6  | 26 | —  | — | — | — | —  |
| 2022–23      | Newfoundland Growlers | ECHL         | 8   | 1 | 2  | 3  | 6  | 13 | 3 | 6 | 9 | 10 |
| 2023–24      | Toronto Marlies       | AHL          | 65  | 5 | 14 | 19 | 28 | 3  | 0 | 1 | 1 | 0  |
| 2024–25      | Toronto Marlies       | AHL          | 50  | 3 | 11 | 14 | 22 | 2  | 0 | 0 | 0 | 0  |
| Liiga totalt | Liiga totalt          | Liiga totalt | 216 | 8 | 46 | 54 | 74 | 3  | 0 | 0 | 0 | 0  |
| AHL totalt   | AHL totalt            | AHL totalt   | 162 | 9 | 37 | 46 | 76 | 5  | 0 | 1 | 1 | 0  |

### Internationellt
| År            | Lag           | Turnering     | Matcher | Mål | Assists | Poäng | Utv. |
| ------------- | ------------- | ------------- | ------- | --- | ------- | ----- | ---- |
| 2018          | Finland U18   | U18-VM        | 7       | 0   | 3       | 3     | 0    |
| 2019          | Finland U18   | U18-VM        | 5       | 0   | 1       | 1     | 4    |
| 2020          | Finland J20   | JVM           | 7       | 2   | 0       | 2     | 4    |
| 2021          | Finland J20   | JVM           | 7       | 0   | 1       | 1     | 0    |
| Junior totalt | Junior totalt | Junior totalt | 26      | 2   | 5       | 7     | 8    |